# Josep Sicart i Enguix
Josep Sicart i Enguix (1959) és un polític català, diputat al Parlament de Catalunya en la IX legislatura.
És llicenciat en Ciències Econòmiques i militant de Convergència Democràtica de Catalunya des de 1987, va ser secretari de l'agrupació de districte Sants-Montjuïc. En gener de 2011 va substituir en el seu escó Francesc Homs i Molist, elegit diputat a les eleccions al Parlament de Catalunya de 2010. Ha estat secretari de la Mesa de la Comissió d'Interior del Parlament de Catalunya. En 2014 fou nomenat personal eventual d'assessorament especial i assessor tècnic de la Diputació de Barcelona.